# Jon Heidenreich
Jon Heidenreich (* 28. Juni 1969 in New Orleans, Louisiana), besser bekannt unter seinem Ringnamen Heidenreich, ist ein US-amerikanischer Wrestler. Er tritt derzeit in unabhängigen Ligen an, ist jedoch bekannt für seine Auftritte bei der Promotion World Wrestling Entertainment. Als Teil des Tag Teams „Road Warriors“ war Heidenreich zeitweilig WWE Tag Team Champion. Vor seiner Karriere im Wrestling war Heidenreich professioneller Footballspieler.

## Karriere

### Anfänge
Heidenreich war seit seiner Kindheit Judoka, seinen ersten schwarzen Gürtel erhielt er mit zwölf Jahren. 1994 und 1995 spielte Heidenreich auf der Position des Offensive Lineman zwei Saisons in der Canadian Football League für die Shreveport Pirates und wechselte dann in die Arena Football League zur Mannschaft Texas Terror. 1996 spielte Heidenreich in der NFL Europe für das Team Frankfurt Galaxy. Heidenreich hatte Verträge mit mehreren Mannschaften der National Football League, hat aber nie ein Spiel in der NFL bestritten, da er stets in der Saisonvorbereitung ausgemustert wurde.
Nach dem Ende seiner Football-Karriere und ersten Erfahrungen in einer kalifornischen Promotion erhielt Heidenreich 2001 einen Entwicklungsvertrag bei World Wrestling Entertainment, konnte aber dort zunächst nicht überzeugen. Heidenreich wechselte nach Japan in die neue Promotion „Pro Wrestling ZERO1-MAX“. Dort durfte er sich zusammen mit Nathan Jones den Intercontinental Tag Team Champions-Titel der amerikanischen National Wrestling Alliance sichern. Außerdem trat Heidenreich bei der NWA an und erhielt dort den Heavyweight Titel der lokalen Mid-Florida Promotion. 2003 ging Heidenreich erneut zur WWE.

### WWE
Nach einigen Auftritten in der Hauptshow der WWE wurde Heidenreich bis zum August 2004 in die Trainingsliga Ohio Valley Wrestling zur weiteren Ausbildung geschickt. Die Promotion entwickelte für Heidenreich eine Fehde gegen den Undertaker.
Die WWE veränderte wenig später Heidenreichs Gimmick in eine etwas sympathischere Erscheinung. Laut Storyline begann er eine Fehde gegen das Stable MNM (John Morrison, Joey Mercury und Melina Perez). Heidenreich bildete anschließend mit Animal die Neuauflage des Tag Teams „Legion of Doom“, welches ursprünglich von Laurinaitis und Michael Hegstrand gebildet worden war. Am 24. Juli 2005 durften sie MNM den Tag-Team-Titel abnehmen, mussten diesen aber am 28. Oktober 2005 wieder an MNM abgeben.

### Nach der Entlassung
Heidenreichs Vertrag mit der WWE wurde nach Angabe der WWE auf deren Webseite am 17. Januar 2006 in gegenseitigem Einvernehmen aufgelöst. Heidenreich ist seitdem, häufig im typischen Ringoutfit der Road Warriors, in unabhängigen Wrestlingpromotionen aufgetreten, 2006 erhielt er zweimal den Titel der in der Karibik populären Promotion World Wrestling Council. Danach trat er unter anderem für River City Wrestling, All-American Wrestling und Alabama Wrestling Federation an. Innerhalb seiner Engagements in diesen Organisationen konnte er zahlreiche Titelgewinne erringen.

## Erfolge
- World Wrestling Entertainment

- 1× WWE Tag Team Championship (mit Animal)

- National Wrestling Alliance

- 1× NWA Intercontinental Tag Team Championship (mit Nathan Jones)
- 1× NWA Mid-Florida Heavyweight Championship

- World Wrestling Council

- 2× WWC Universal Heavyweight Championship